# Valentine's Day (singolo)
Valentine's Day è un brano musicale scritto ed interpretato dal musicista rock britannico David Bowie, quarto singolo estratto dall'album The Next Day del 2013. Il singolo è stato pubblicato il 19 agosto 2013 nel Regno Unito e il 20 negli Stati Uniti.

## Il brano
Si tratta di una canzone agrodolce, che sotto un'orecchiabilità da alta classifica, cela il trattamento di temi quali la violenza giovanile, l'isolamento e l'ambizione. Il narratore del brano riporta le parole del giovane Valentine, che gli ha confidato del piano di vendetta violento che ha progettato di mettere in atto contro la scuola che entrambi frequentano.

### Accoglienza
Il singolo entrò nella classifica britannica Airplay Chart Top 40 il 9 agosto 2013, divenendo il secondo maggior singolo di successo estratto da The Next Day (dopo Where Are We Now?) in termini di passaggi radiofonici.

## Video musicale
Il videoclip musicale di Valentine's Day venne diretto da Indrani e Markus Klinko, che avevano in precedenza collaborato con Bowie per il suo album del 2002 Heathen. Il video mostra Bowie in un magazzino vuoto, mentre suona una chitarra rossa dalla forma vagamente evocativa di un fucile e canta la canzone. Alcuni critici hanno fanno notare il contrasto con gli altri video dei singoli precedenti estratti dall'album (in particolare con quello censurato di The Next Day) e descrissero quello di Valentine's Day come molto più "consueto" rispetto agli altri. Tuttavia, sono altresì stati fatti notare nel video riferimenti alla violenza e alla National Rifle Association of America, che suggeriscono di come il video possa contenere un messaggio sottotestuale contro la diffusione della armi e a favore della non violenza.

## Tracce
Vinile 7" picture disc EU
1. Valentine's Day – 3:02
2. Plan – 2:02

## Formazione
Musicisti
- David Bowie – voce
- Earl Slick – chitarra
- Tony Visconti – basso
- Sterling Campbell – batteria

Tecnici
- David Bowie – produzione
- Tony Visconti – produzione, ingegneria del suono, missaggio
- Mario McNulty – ingegneria del suono
- Brian Thorn – assistente ingegneria
- Kabir Hermon – assistente ingegneria
- Dave McNair – mastering